# Felicola (Lorisicola) isidoroi

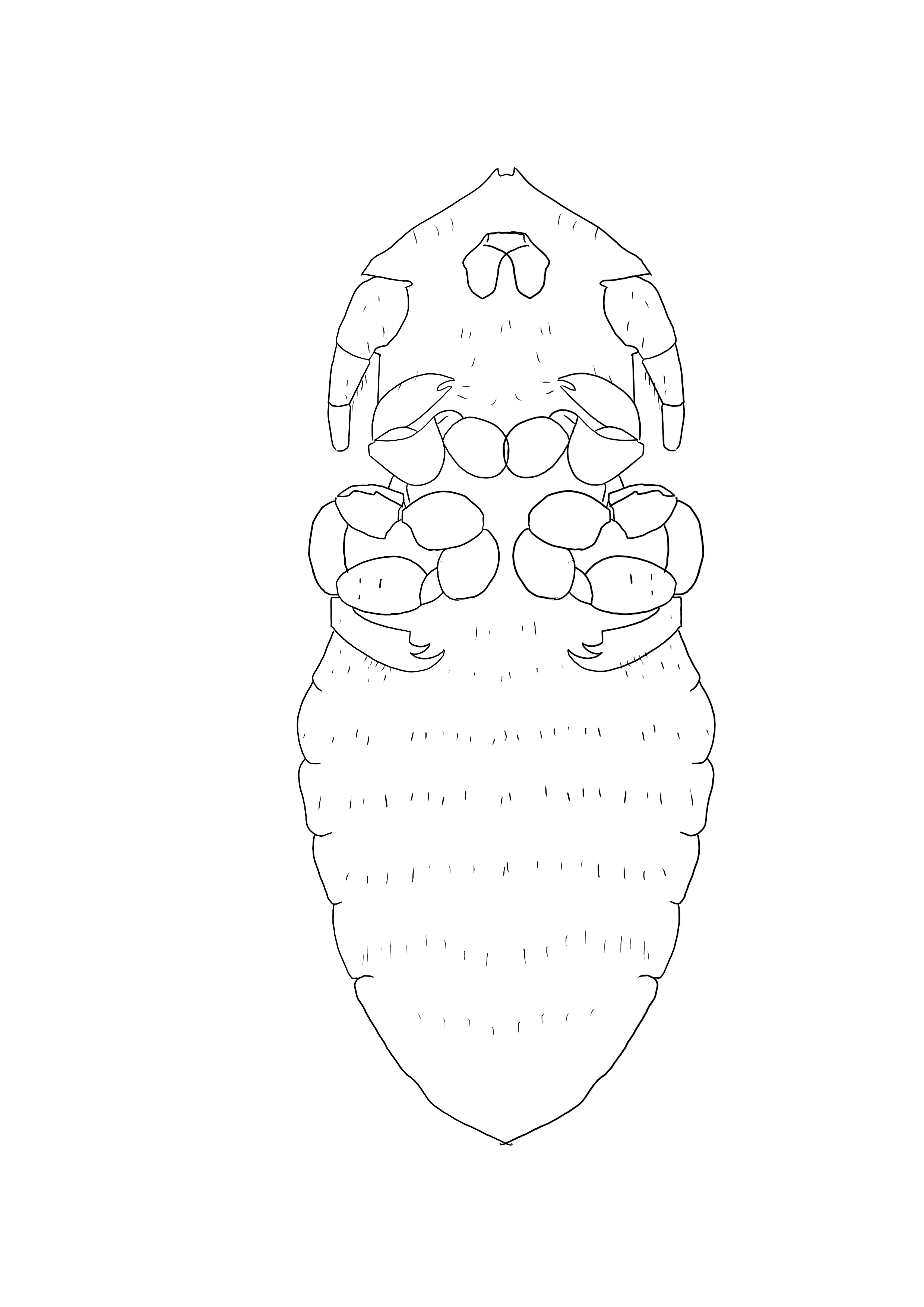
Vista ventral de macho de Felicola (Lorisicola) isidoroi

Felicola (Lorisicola) isidoroi, también conocido como el piojo del lince ibérico, es una especie extinta de piojo masticador tricódectido.

## Extinción
Se conoce únicamente de un único ejemplar, un macho. En un ejemplo de extinción inducida por la conservación, probablemente se extinguió cuando los últimos supervivientes de su especie huésped, el lince ibérico, fueron llevados en cautiverio y despiojados. El espécimen es ligeramente más grande que los machos de la mayoría de las especies restantes dentro del subgénero Lorisicola. La hembra nunca ha sido vista.

## Historia
En enero de 1997, un macho de lince ibérico (Lynx pardinus) fue atropellado en el Parque Natural de la Sierra de Andújar, Jaén, España. Durante el examen del ejemplar, se encontró un macho adulto y una ninfa de piojo. El piojo macho fue comparado con machos de dos especies similares, Felicola (Lorisicola) spenceri y Felicola (Lorisicola) americanus, centrándose en los caracteres genitales, y se determinó que era una especie distinta. El holotipo de la nueva especie fue depositado en el Museo Nacional de Ciencias Naturales en Madrid, España.

## Descripción
Etimología: La nueva especie se nombró en honor al Dr. Isidoro Ruiz-Martínez, quien falleció en un trágico accidente en la montaña.
Macho: La cabeza es más ancha que larga, con una hendidura medioanterior estrecha, clavi-puntiagudas y setas escasas. Paisaje antenal ampliado. Pronoto con 2 setas laterales cortas a cada lado y 2 setas submarginales medianas. Pteronoto con fila posterior de setas cortas. Abdomen con seis pares de grandes espiráculos. Tergo abdominal I sin setas. Terga y esternones II-VIII con una sola hilera de setas cortas. Genitales con placa basal algo divergente hacia su extremo proximal y con bastón mediano corto pero bien esclerotizado en su extremo distal. Parámeros fusionados con proceso apical corto y romo. Placa endomeral con indentación mediana en el margen anterior y puntas distales separadas que se extienden mucho más allá de la punta del proceso apical de los parámeros fusionados.

## Ecología
Tres especies de Lorisicola son ahora conocidas de las cuatro especies de Lynx: Felicola (L.) spenceri en Lynx canadensis y Lynx lynx; Felicola (L.) americanus en Lynx rufus; y Felicola (L.) isidoroi en Lynx pardinus. Estas tres especies de Lorisicola son morfológicamente más cercanas entre sí que a las restantes especies del subgénero, sugiriendo un caso de coevolución.
Dado que la supervivencia del lince ibérico estaba seriamente amenazada (en el 2001) y que su especie de piojo mostraba una baja intensidad de parasitismo y prevalencia, nos enfrentábamos a, al menos, dos taxones en peligro de extinción en un futuro cercano.
Los parásitos suelen ser eliminados sin más consideración, aunque también constituyen una parte importante de la biodiversidad. La extinción de los parásitos puede tener un efecto negativo en la conservación a largo plazo de sus especies huésped. Por lo tanto, un programa de conservación para el lince ibérico también beneficiaría a su fauna parasitaria endémica, recomendándose evitar el tratamiento con insecticidas salvo en casos clínicos específicos.

## Alimentación
Felicola isidoroi, como otros piojos mordedores, se alimenta principalmente de partículas de piel muerta, pelaje, secreciones sebáceas y otros detritos cutáneos de su huésped. Este tipo de alimentación no suele causar daños graves a los huéspedes, pero puede provocar irritación, picazón y malestar, y en infestaciones severas, puede llevar a infecciones secundarias debido al rascado constante del animal afectado.